# Mount Llana
Mount Llana (englisch; bulgarisch Връх Ляна Wrach Ljana) ist ein 1300 m hoher und vereiste Berg auf Clarence Island im Archipel der Südlichen Shetlandinseln. Er ragt 3,68 km nördlich des Mount Irving und 2 km südsüdwestlich des Jerez Peak am nördlichen Ende des Urda Ridge auf. Der Bersame-Gletscher liegt westlich und der Highton-Gletscher östlich von ihm. Er ist über den Soyka Saddle mit dem Jerez Peak verbunden.
Britische Wissenschaftler kartierten ihn 1972 und 2008. Die bulgarische Kommission für Antarktische Geographische Namen benannte ihn 2014 nach dem spanischen Seefahrer José de la Llana, der 1762 vermutlich die Shag Rocks vor Südgeorgien entdeckt hatte.